# Washington Spirit
A Washington Spirit egy amerikai női labdarúgóklub, amely az NWSL bajnokságában szerepel. A klub székhelye Washingtonban található. Hazai mérkőzéseiket általában a Audi Fieldban játsszák.

## Története

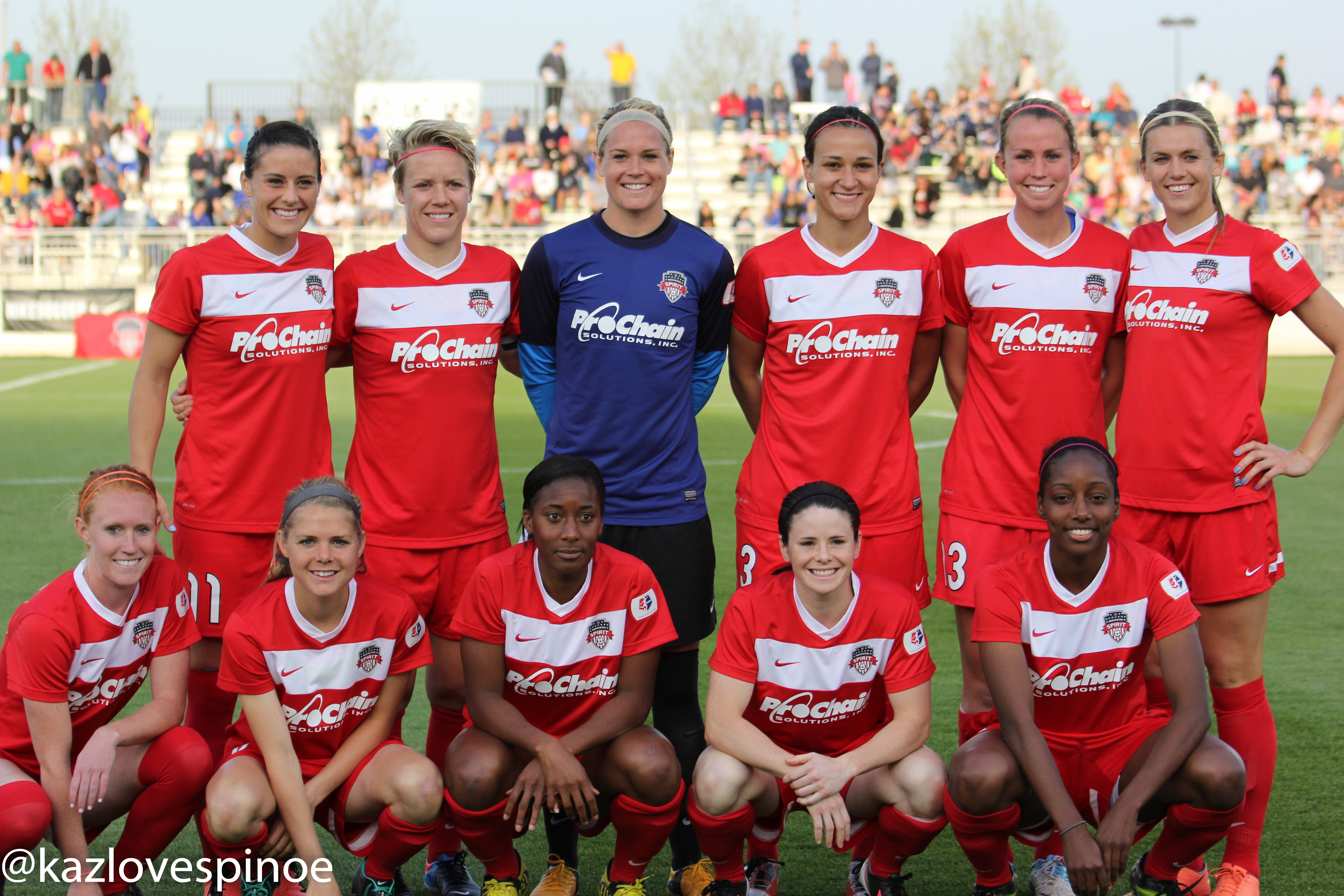
A Spirit 2013-as csapata.
Felső sor, balról: Ali Krieger, Lori Lindsey, Ashlyn Harris, Kika Toulouse, Stephanie Ochs, Tori Huster.
Alsó sor, balról: Ingrid Wells, Tiffany McCarty, Diana Matheson, Robyn Gayle, Julia Roberts.

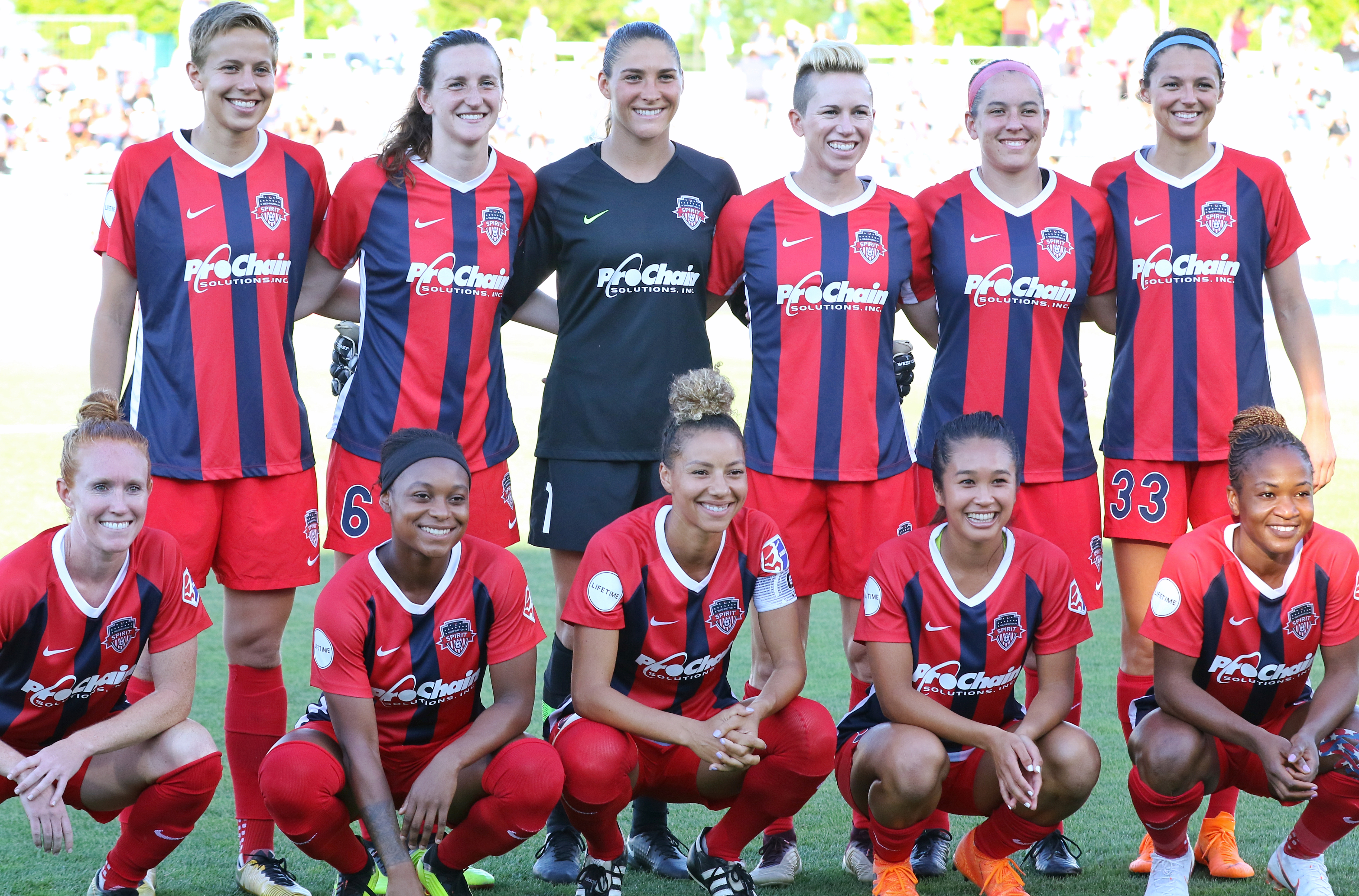
A Spirit 2018. június 23-án az Orlando Pride ellen.
Felső sor, balról: Rebecca Quinn, Andi Sullivan, Aubrey Bledsoe, Joanna Lohman, Whitney Church, Ashley Hatch.
Alsó sor, balról: Tori Huster, Taylor Smith, Estelle Johnson, Caprice Dydasco, Francisca Ordega.

## Sikerlista
Észak-amerikai bajnok:
- NWSL bajnok (1): 2021
- Challenge Cup (1): 2025

## Játékoskeret
2025. március 8-től
| #  |     | Poszt | Név                                                       |
| -- | --- | ----- | --------------------------------------------------------- |
| 1  | USA | K     | Aubrey Kingsbury                                          |
| 18 | USA | K     | Lyza Jessee                                               |
| 28 | SCO | K     | Sandy MacIver                                             |
| 31 | USA | K     | Kaylie Collins                                            |
| 3  | USA | V     | Casey Krueger                                             |
| 4  | MEX | V     | Rebecca Bernal                                            |
| 6  | USA | V     | Kate Wiesner                                              |
| 9  | USA | V     | Tara McKeown                                              |
| 14 | CAN | V     | Gabrielle Carle                                           |
| 24 | ENG | V     | Esme Morgan                                               |
| 25 | FRA | V     | Kysha Sylla (kölcsönben az Olympique Lyonnais csapatatól) |
| 32 | USA | V     | Jenna Butler                                              |
| 35 | USA | V     | Waniya Hudson                                             |
| 7  | USA | KP    | Croix Bethune                                             |
| 8  | USA | KP    | Makenna Morris                                            |
| 10 | COL | KP    | Leicy Santos                                              |
| 12 | USA | KP    | Andi Sullivan                                             |

| #  |     | Poszt | Név                |
| -- | --- | ----- | ------------------ |
| 16 | USA | KP    | Courtney Brown     |
| 17 | USA | KP    | Hal Hershfelt      |
| 22 | USA | KP    | Heather Stainbrook |
| 26 | USA | KP    | Paige Metayer      |
| 35 | USA | KP    | Meg Boade          |
| 2  | USA | CS    | Trinity Rodman     |
| 11 | FRA | CS    | Ouleymata Sarr     |
| 13 | USA | CS    | Brittany Ratcliffe |
| 19 | CIV | CS    | Rosemonde Kouassi  |
| 33 | USA | CS    | Ashley Hatch       |
| 34 | USA | CS    | Kiley Dulaney      |
| 36 | USA | CS    | Margie Detrizio    |
| 39 | USA | CS    | Chloe Ricketts     |
| –  | USA | CS    | Emma Gaines-Ramos  |

## Meztörténet
| 2020 (H) | 2020 (I) |